# Raquel Sánchez Silva
Raquel Sánchez Silva (Plasencia, 13 gennaio 1973) è una conduttrice televisiva e giornalista spagnola.

## Biografia
Dopo gli studi superiori presso una scuola cattolica nella natìa Plasencia, cittadina dell'Estremadura in prossimità del confine portoghese, si laureò in giornalismo all'università pontificia di Salamanca e iniziò la carriera nel 1994 quale caporedattrice dell'area sportiva di TVE nonché nel casting di Cartelera, trasmissione della seconda rete nazionale.
Ha lavorato per Canal+ dal 2003 al 2005, curando rubriche cinematografiche per le varie reti dell'emittente; per lo stesso editore, fu tra le prime acquisizioni del neonato canale in chiaro Cuatro, su cui ha prodotto e condotto trasmissioni di intrattenimento e attualità.
Dopo il passaggio di Cuatro a Mediaset, Sánchez Silva lavorò anche per Telecinco, ammiraglia del gruppo in Spagna, con il quale la prima collaborazione fu la conduzione di Supervivientes 2011, ambientato in Honduras.
Terminato il contratto con Mediaset España nel 2015, dalla successiva stagione televisiva ha collaborato con Movistar Plus+ in rubriche di intrattenimento cinematografico e televisivo.
Dopo 18 anni di assenza, nel 2017 è tornata sulle reti di Televisión Española per produrre e condurre diversi reality show tra cui Lo siguiente e la versione spagnola di Masterchef Celebrity.

## Vita privata
Raquel Sánchez ebbe un breve matrimonio con Mario Biondo, cameraman italiano più giovane di lei di nove anni, conosciuto in Honduras durante la produzione di Supervivientes 2011: i due si sposarono a giugno 2012, ma un anno più tardi Biondo si tolse la vita nella casa madrilena della coppia.
Dal 2014 è legata al produttore audiovisivo argentino Matías Dumont, dal quale ha avuto due gemelli nati nel 2015.
Raquel Sánchez è anche autrice di diversi libri, uno dei quali, Tengo los óvulos contados (2015), scritto in prossimità della sua maternità, affronta la tematica delle gravidanze in età matura e della procreazione assistita.

## Filmografia

### Conduzioni televisive
- Telediario, La 1 (1998)
- Telenoticias 2, Telemadrid (1999-2002)
- Magacine, Canal+ (2004-2005)
- La hora wiki, Canal+ (2004-2005)
- La noche de los Oscar, Canal+ (2005)
- Noche Cuatro, Cuatro (2005-2006)
- Supernanny, Cuatro (2005-2010)
- Superhuman, Cuatro (2006)
- Noche Manga, Cuatro (2006)
- Dharma Cuatro, Cuatro (2006-2010)
- ¡Qué desperdicio!, Cuatro (2007-2008)
- Ponte verde, tenemos un reto, Cuatro (2007)
- Soy lo que como, Cuatro (2007-2008)
- Visto y oído, Cuatro (2008)
- Ajuste de cuentas, Cuatro (2008)
- Sanfermines 2009, Cuatro (2009)
- Pekín Express, Cuatro (2009-2010)
- Supervivientes, Telecinco (2011, 2014)
- Acorralados, Telecinco (2011)
- The Cube, Cuatro (2012)
- Perdidos en la tribu, Cuatro (2012)
- Perdidos en la ciudad, Cuatro (2012-2013)
- Expedición imposible, Cuatro (2013)
- La incubadora de negocios, Cuatro (2013-2014)
- Deja sitio para el postre, Cuatro (2014)
- Gran Hermano VIP, Telecinco (2015)
- Supervivientes: El debate, Telecinco (2015)
- Likes, 0 por M+ (2016-2017)
- La noche de los Oscar, 0 por M+ (2016)
- Lo siguiente, La 1 (2018-2019)
- Maestros de la costura, La 1 (2018-)

### Serie televisive
- Aída, 2 episodi, Telecinco (2013, come sé stessa)
- Web Therapy, 1 episodio (2016, come sé stessa)

## Radiofonia
- Tarde lo que tarde, RNE (2021-)

## Opere
- (ES) Cambio príncipe por lobo feroz, Madrid, Aguilar, 2008, ISBN 84-03-09907-X.
- (ES) Mañana, a las seis, Barcellona, Booket, 2014, ISBN 84-08-14049-3.
- (ES) Tengo los óvulos contados, Barcellona, Planeta, 2015, ISBN 84-08-14291-7.
- (ES) El viento no espera, Barcellona, Planeta, 2018, ISBN 84-08-19334-1.
- (ES) Dosmundos. Cuentos de mellizos, gemelos y otros hermanos sin igual, Barcellona, Destino Infantil & Juvenil, 2021, ISBN 84-08-24196-6.